# Молочай переливчастий
Euphorbia undulata — вид рослин із родини молочайних (Euphorbiaceae), зростає у Казахстані та європейській частині Росії.

## Опис
Це гола, сіро-зелена рослина 5–10 см заввишки. Нижні листки довгасто-лопатчасті, верхні листя довгасто-клиноподібні, виїмчасті, хвилясто-зубчасті. Зонтики з 2–4 короткими променями. Квітки жовті. Період цвітіння: літо.

## Поширення
Зростає у Казахстані та європейській частині Росії. Населяє кам'янисті місцевості.